# Нерпримітник ребристий
Нерпримітник ребристий (лат. Asemum striatum, Linnaeus, 1758) — жуків з родини Скрипунових.

## Поширення
За своєю хорологією Asemum  striatum є транспалеарктичним видом у палеарктичному зоогеографічному комплексі. Ареал охоплює території від Європи до Далекого Сходу. Завезений до Північної Америки. 
В Україні Нерпримітник ребристий найчастіше трапляється у соснових лісах Полісся і Кримських Гір, в інших регіонах — значно рідший, трапляється спорадично у плантаціях сосни. 

## Морфологія

### Імаго
Розміри тіла A. striatum коливаються в межах 8-23 мм. Голова коротка, широка. Очі дрібно фасетовані слабо виїмчасті. Вусики короткі, їх 11-й членик з коротким загостреним придатком. Передньоспинка широко закруглена на боках. Надкрила чорного кольору, витягнуті, паралельносторонні, з трьома поздовжніми реберцями кожне, матові. Верх тіла в густій зморшкуватій поцяткованості. Загальне забарвлення – чорне.

### Личинка
У личинки відсутні вічка. Вусики 3-членикові; епістомальних щетинок – до 20. Темна пігментація гіпостомальних швів доходить до постмаксильних швів. Світла ґулярна смужка з припіднятими і затемненими краями доходить до переднього краю голови. Мандибули зсередини з 2 зігнутими кілями. Вентральний зубець довгий і гострий. Основна половина пронотуму з полем мікрошипів. Урогомфи на 9-му терґіті черевця зближені, їх м'ясисті основи, майже, стикаються.

## Життєвий цикл
Генерація 2-3-річна.

## Екологія
Личинки розвиваються в деревині різних видів сосен (Pinus), значно рідше смерек (Picea) і ялиць (Abies).